# Heliotropium chenopodiaceum
Heliotropium chenopodiaceum är en strävbladig växtart som beskrevs av C. Gay. Heliotropium chenopodiaceum ingår i Heliotropsläktet som ingår i familjen strävbladiga växter. Utöver nominatformen finns också underarten H. c. ericoideum.